# Avis de tempête
Pour les articles homonymes, voir Avis de tempête (homonymie).

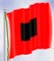
Pavillon de vents de tempête (États-Unis)

Un avis ou avertissement de tempête est un message météorologique maritime destiné à prévenir les intéressés de l'existence ou de la prévision d'un vent correspondant à la force 10 ou 11 (sur l'échelle de Beaufort), soit 48 à 63 nœuds (89 km/h à 117 km/h) dans une région déterminée. Il peut être également une alerte météorologique prévenant de temps violent pour le public en général.

## Bulletin maritime
Les avertissements de tempête sont émis pour les eaux côtières territoriales et les eaux navigables intérieures de chaque pays. En général, ces bulletins sont émis par les services météorologiques nationaux comme le National Weather Service aux États-Unis, le Met Office en Grande-Bretagne, Météo-France et le Service météorologique du Canada. Certains pays subdivisent ce type d'avis/avertissement en avis de tempête (force 10) et avis de forte tempête (force 11).
Les bulletins sont diffusés de différentes manières : par internet, par radio (Radiométéo, onde courte, BBC Radio 4 en Grande-Bretagne, etc.), par la télévision, par panneaux-annonce dans les ports, le but étant de prévenir les navires du danger.  

### Signification
Bien que généralement associés aux dépressions météorologiques importantes, des vents assez fort pour produire cet avertissement peuvent aussi survenir dans d'autres conditions telles que la circulation entre un anticyclone et une dépression de moindre importance dans certaines conditions de canalisation à l'intérieur du continent. Cependant, l'avertissement n'est émis que pour les eaux navigables et les côtes car il s'adresse principalement aux intérêts maritimes. L'avis est signalé par un pavillon carré rouge avec un carré noir au centre.

### Exemple
« Avertissements maritimes
Avertissement de tempête en vigueur
Île de Vancouver Ouest - partie nord
émis à 20h33 HAP 04 mai 2009
par Environnement Canada
Des vents de « tempête » de 48 à 63 nœuds soufflent actuellement ou sont prévus 
sur ce secteur maritime. Veuillez consulter les plus récentes prévisions maritimes 
pour plus de détails et suivez l'évolution de la situation en écoutant les stations 
de la Garde côtière canadienne ou de Radiométéo. »

## Bulletin public
Les mêmes autorités émettent des bulletins destinés au public à l'approche de différents phénomènes météorologiques dangereux : tempête, tempête de neige, orage violent, etc. Dans certains pays, comme au Canada, les bulletins ont un nom différent selon le type de phénomène prévu. Dans d'autres pays, ces bulletins prennent le nom générique d’avis de tempête. Cette situation est mieux expliquée dans l'article alerte météorologique.